# Bruno Antúnez
Bruno Antúnez D'Espaux (Montevideo, 31 gennaio 2003) è un calciatore uruguaiano, portiere del Boston River.

## Carriera
Cresciuto nel settore giovanile del Boston River, ha debuttato in prima squadra il 19 settembre 2024 nell'incontro di Copa Uruguay vinto 2-0 contro il Juanicó. A partire dalla stagione successiva è stato designato portiere titolare.

## Statistiche

### Presenze e reti nei club
Statistiche aggiornate al 18 marzo 2025.
| Stagione        | Squadra         | Campionato      | Campionato | Campionato | Coppe nazionali | Coppe nazionali | Coppe nazionali | Coppe continentali | Coppe continentali | Coppe continentali | Altre coppe | Altre coppe | Altre coppe | Totale | Totale | Totale |
| Stagione        | Squadra         | Comp            | Pres       | Reti       | Comp            | Pres            | Reti            | Comp               | Pres               | Reti               | Comp        | Pres        | Reti        | Pres   | Reti   |        |
| --------------- | --------------- | --------------- | ---------- | ---------- | --------------- | --------------- | --------------- | ------------------ | ------------------ | ------------------ | ----------- | ----------- | ----------- | ------ | ------ | ------ |
| 2024            | Boston River    | PD              | 1          | -3         | CU              | 2               | 0               | -                  | -                  | -                  | -           | -           | -           | 3      | -3     |        |
| 2025            | Boston River    | PD              | 5          | -6         | CU              | 0               | 0               | CL                 | 4                  | -2                 | -           | -           | -           | 9      | -8     |        |
| Totale carriera | Totale carriera | Totale carriera | 6          | -9         |                 | 2               | 0               |                    | 4                  | -2                 |             | -           | -           | 12     | -11    |        |